# Красная планета (фильм)
«Красная планета» — американский научно-фантастический фильм фильм 2000 года режиссёра Энтони Хоффмана с Вэлом Килмером и Керри-Энн Мосс в главных ролях.
Фильм провалился в прокате, критики также невысоко оценили картину. Фильм стал одним из последних крупных фильмов для Вэла Килмера, после этого его карьера пошла на спад.

## Сюжет
В 2056 году в результате загрязнения и перенаселения Земля находится на грани экологической катастрофы. Тем временем занесённые на Марс автоматическими межпланетными зондами водоросли производят кислород — завершена первая стадия терраформирования для заселения красной планеты будущими колонистами. На Земле узнают, что уровень производимого кислорода необъяснимо падает. Экипажу корабля «Марс-1» предстоит не только стать первыми людьми, ступившими на другую планету, но и узнать причину сбоя.
По прибытии на орбиту Марса корабль попадает под влияние солнечной вспышки, ключевые системы корабля повреждены. Командир Кейт Боуман приказывает экипажу совершить вынужденную посадку, а сама остаётся на борту для ремонта повреждённых систем. Во время посадки они теряют связь с военным роботом под кодовым именем «ЭЙМИ» (англ. AMEE, Autonomous Mapping Exploration and Evasion), который должен им помогать в их миссии. Пожилой учёный и хирург Бад Шантиллас смертельно ранен и стоически принимает смерть. 
Добравшись до автономного места жительства, астронавты обнаруживают, что оно уничтожено. Дыхательной смеси в баллонах у них остаётся на считанные минуты, и каждый из них размышляет о своей грядущей смерти. Пока генетик Квинн Бёрченэлл и инженер Робби Галлагер отдыхают, чтобы не тратить кислород, Петтенгилл и Сантен отходят, чтобы посмотреть на ландшафт Марса перед смертью. Они подходят к каньону и обсуждают своё положение.
Начинается спор, и Петтенгилл ненароком толкает Сантена с обрыва. Петтенгилл возвращается к другим и рассказывает, что Сантен в отчаянии сам прыгнул с обрыва. Понимая, что он ничего не теряет, Галлагер открывает шлем, делает вдох и... остаётся в живых — на Марсе есть кислород (хотя и разреженный). Трое выживших временно оказываются в безопасности, хотя виноватый Петтенгилл понимает, что Сантен остался бы жив, если бы он не столкнул его в каньон.
Несмотря на наличие атмосферы экипаж не может связаться с кораблём на орбите. Затем их обнаруживает ЭЙМИ, и астронавты узнают, что робот был повреждён во время аварийной посадки. Они пытаются извлечь термоядерный аккумулятор из ЭЙМИ, но из-за угрозы существованию робот переходит в боевой режим. Классифицировав троих людей как врагов, ЭЙМИ нападает на них. Он намеренно лишь ранит Бёркенала, следуя типичной военной тактике — раненый солдат замедляет весь отряд. С этого момента ЭЙМИ неуклонно следует за тремя людьми по поверхности Марса.
Галлагеру удаётся смастерить гетеродинный радиопередатчик, использовав детали от Mars Pathfinder, отправленного на Марс ещё в 1997 году. Радио работает на старой, давно неиспользуемой частоте, и он отправляет сигнал. Проходят долгие часы, и наконец на Земле получают сигнал и передают его Боуман на борту «Марса-1». Она связывается с астронавтами на Марсе и посылает их к старому русскому зонду «Космос», чтобы использовать его для подъёма на орбиту. 
Трое мужчин отправляются в путь, время от времени связываясь с Боуман и докладывая о загадочных находках. Они обнаруживают редкие водоросли, но не понимают, почему они исчезли в некоторых районах. Путь осложняется приближающейся ледяной бурей, но астронавтам удаётся найти небольшую пещеру. Виновный в убийстве Сантена Петтенгилл сходит с ума и сбегает вместе с радио во время бури, не понимая, что оставшись в одиночестве, становится лёгкой мишенью для ЭЙМИ. 
После бури Бёрченэлл и Галлагер находят тело Петтенгилла и забирают радио. В теле они обнаруживают насекомоподобных существ, питающихся плотью. Эти насекомые являются местной формой жизни, они начали поедать водоросли и в процессе жизнедеятельности создавать кислород. Отсюда и пригодная для дыхания атмосфера на Марсе, и их взрывоопасные тела. Позже они узнают, что насекомые взрываются при контакте с огнём.
Бёрченэлл обнаруживает, что его рана открылась, и капающая кровь привлекает огромное количество насекомых. Он передаёт свой баллон с кислородом и пробирку с двумя насекомыми Галлагеру и зажигает сварочный аппарат, предпочитая мгновенную смерть от взрыва, чем быть съеденным заживо. Галлагер успевает надеть шлем прежде чем всё поле возгорается. Боуман замечает пожар с орбиты.
Галлагер добирается до «Космоса», но ядерная батарея зонда оказывается разряжена. Понимая, что на Марсе есть лишь один работающий источник ядерной энергии, он готовится к финальной схватке с ЭЙМИ. Уничтожив робота, он забирает его батарею и подключает её к «Космосу». При выходе на орбиту Галлагер теряет сознание от перегрузок и недостатка воздуха. Боуман совершает рискованный манёвр, чтобы забрать его на борт. Вдвоём они возвращаются на Землю.

## В ролях
| Актёр           | Роль                   |
| --------------- | ---------------------- |
| Вэл Килмер      | Робби Галлагер         |
| Керри-Энн Мосс  | коммандер Кейт Боуман  |
| Том Сайзмор     | доктор Квинн Бёрченэлл |
| Бенджамин Брэтт | лейтенант Тед Сантен   |
| Саймон Бейкер   | Чип Петтенгилл         |
| Теренс Стэмп    | доктор Бад Шантиллас   |

## Сборы
Зрители, как и критики, очень прохладно встретили фильм. При бюджете в 80 млн долларов, кинолента собрала чуть более 33 млн долларов, что крайне не достаточно для полной окупаемости, если учитывать затраты на маркетинг и долю кинотеатров. В итоге, для студии картина обернулась финансовым фиаско, и она понесла убытки в порядке 63 млн долларов (без учёта инфляции).